# Bénabar

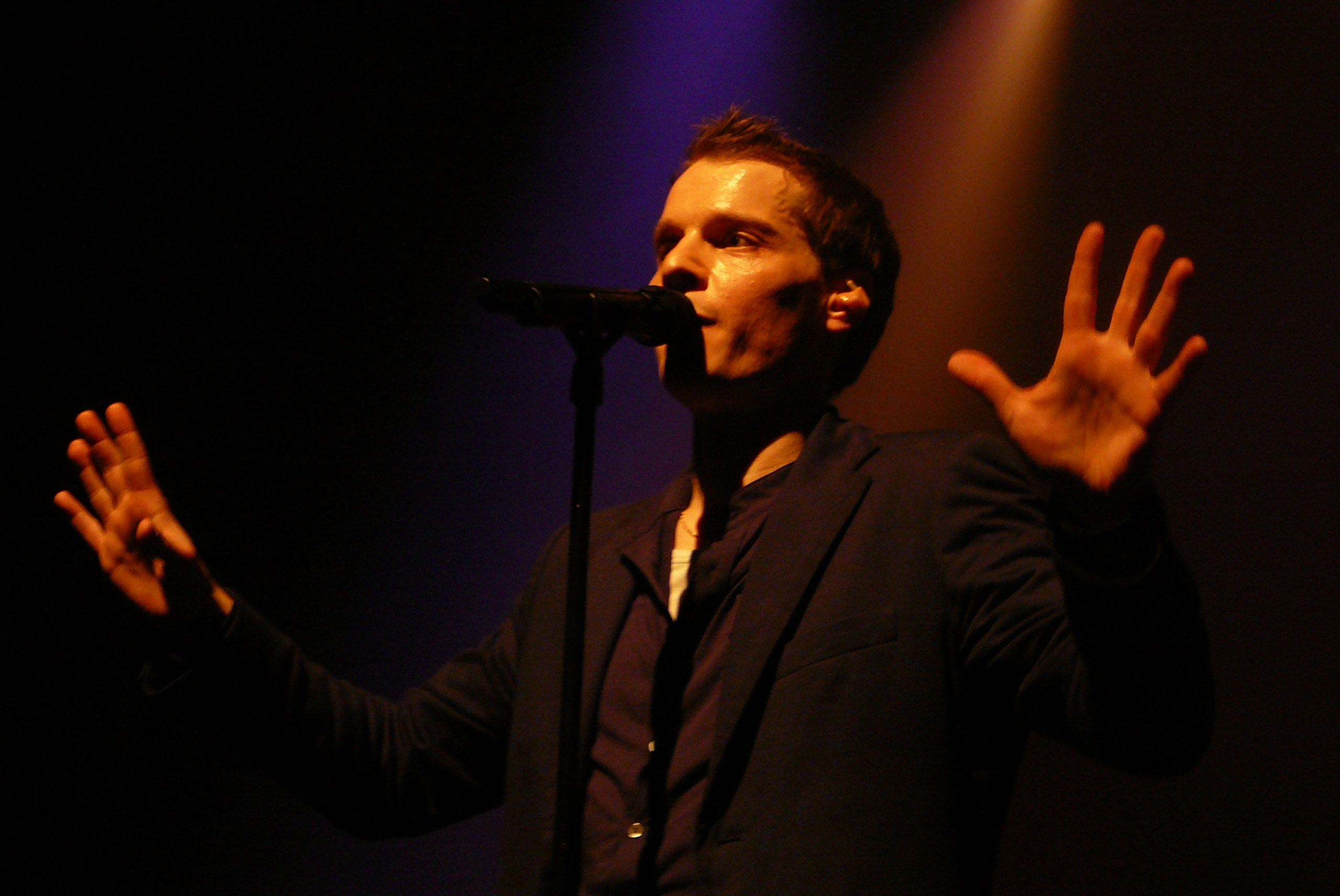
Bénabar in Brussel in 2009

Bénabar (eigenlijk Bruno Nicolini, Thiais 16 juni 1969) is een Franse zanger en liedjesschrijver.
Zijn liedjes hebben vaak een komische inslag en behandelen alledaagse thema's. Een voorbeeld hiervan is het in Frankrijk bekende nummer Le diner, waarin de hoofdpersoon van alles doet om onder een dinertje uit te komen (hij gaat zelfs zover dat hij zegt thuis te willen blijven omdat hij liever een gendarme-film van Louis de Funès wil kijken).
In de muziek wordt behalve piano ook veel gebruikt van fanfare-instrumenten.

## Discografie
- La p'tite monnaie (1997)
- Bénabar (2001)
- Les risques du métier (2003)
- Live au Grand Rex (2004)
- Reprise des négociations (2005)
- Infrequentable (2008)